# Heikki (musikprojekt)
Heikki, det nu separerade paret Jari Haapalainens (The Bear Quartet, Hidden Truck) och Maria Erikssons (The Concretes, Strountes) egna musikaliska projekt. De har gett ut skivorna "Heikki" och "Heikki II". Namnet Heikki är ett finskt mansnamn och är även Jaris andra förnamn och namnet på hans farfar. Han var enligt duons egen webbplats mandolin-spelare och reste runt i norra Finland och spelade för folk.